# Тајник (острво)
Тајник је мало ненасељено острво у хрватском делу Јадранског мора.
Тајник се налази у Националном парку Мљет северно од острва Мљета између острва Морачник и Кобрава пред улазом у залив Лука Полаче. Од насеља Полаче је удаљено око 1,5 км. Површина острва износи 0,094 км². Дужина обалске линије је 1,34 км., а највиши врх на острву је висок 58 м.